# Oliver Coleman
Oliver Coleman (Beaumont (Texas), 1914 – Chicago, 6 november 1965) was een Amerikaanse rhythm-and-blues- en jazzdrummer en muziekpedagoog.

## Biografie
Coleman speelde eind jaren 1930 bij Earl Hines en was solistisch te horen in nummers als Hines Ryhthm, Ridin' a Riff, Solid Mama en Goodnight, Sweet Dreams, Goodnight. In 1940 werkte hij bij Ray Nance, in het verloop van zijn carrière bovendien bij Erskine Tate, Horace Henderson en Dinah Washington. Tijdens de jaren 1950 nam hij op met Marl Young (We're Off, Sunbeam Records) en was hij actief als studiomuzikant voor Chess Records.
Op het gebied van de jazz en r&b was hij tussen 1937 en 1954 betrokken bij 15 opnamesessies, uitgezonderd de genoemden met Dorothy Donegan, Eddie South, Eddie Johnson, Willie Mabon en Al Smith. Tot zijn leerlingen behoorden Hillard Brown en Charles Walton.

## Overlijden
Oliver Coleman overleed in november 1965 op 51-jarige leeftijd.